# Cerodontha deserta
Cerodontha deserta este o specie de muște din genul Cerodontha, familia Agromyzidae, descrisă de Zlobin în anul 1993.
Este endemică în Turkmenistan. Conform Catalogue of Life specia Cerodontha deserta nu are subspecii cunoscute.